# Groupe de NGC 3478
Le groupe de NGC 3478 comprend au moins cinq galaxies situées dans la constellation de la Grande Ourse. La distance moyenne entre ce groupe et la Voie lactée est d'environ 98,8 Mpc (∼322 millions d'al). 

## Membres
Le tableau ci-dessous liste les cinq galaxies qui sont indiquées dans l'article d'Abraham Mahtessian paru en 1998. 
| Nom                        | Classification | Type           | α (J2000.0)   | δ (J2000.0) | Vitesse radiale (km/s) | Magnitude apparente | Distance (Mpc) | Diamètre (kal) |
| -------------------------- | -------------- | -------------- | ------------- | ----------- | ---------------------- | ------------------- | -------------- | -------------- |
| NGC 3478                   | SB(rs)bc       | Spirale barrée | 10h 59m 27.3s | 46° 07′ 21″ | 6645 ± 10              | 12,9                | 101,3 ± 7,1    | 231            |
| UGC 6076 CGCG 1057.3+4611  | E?             | Elliptique     | 11h 00m 09.6s | 45° 55′ 01″ | 6427 ± 3               | 14,2                | 98,1 ± 6,9     | 96             |
| UGC 6106 CGCG 1059.3+4609  | SBb?           | Spirale barrée | 11h 02m 11.2s | 45° 53′ 20″ | 6536 ± 4               | 17,7                | 99,7 ± 7,0     | 142            |
| PGC 33450 CGCG 1101.6+4524 | Sb             | Spirale        | 11h 04m 27.4s | 45° 07′ 43″ | 6598 ± 2               | 11,776 ± 0,030a     | 100,7 ± 7,1    | 66             |
| UGC 6187 CGCG 1105.6+4524  | S?             | Spirale        | 11h 08m 30.1s | 45° 07′ 51″ | 6179 ± 4               | 13,2                | 94,5 ± 6,6     | 71             |

- aDans le proche infrarouge

Dans l'article de Mahtessian, les quatre dernières galaxies du tableau sont notées 1057+4611, 1059+4609, 1101+4524 et 1105+4524. Il s'agit d'une malheureuse notation abrégée, dont la correspondance est ardue et parfois impossible à établir, pour quatre galaxies du catalogue CGCG.
Le site DeepskyLog permet de trouver aisément les constellations des galaxies mentionnées dans ce tableau ou si elles ne s'y trouvent pas, l'outil du site constellation permet de le faire à l'aide des coordonnées de la galaxie. Sauf indication contraire, les données proviennent du site NASA/IPAC.